# Jacques d'Agar

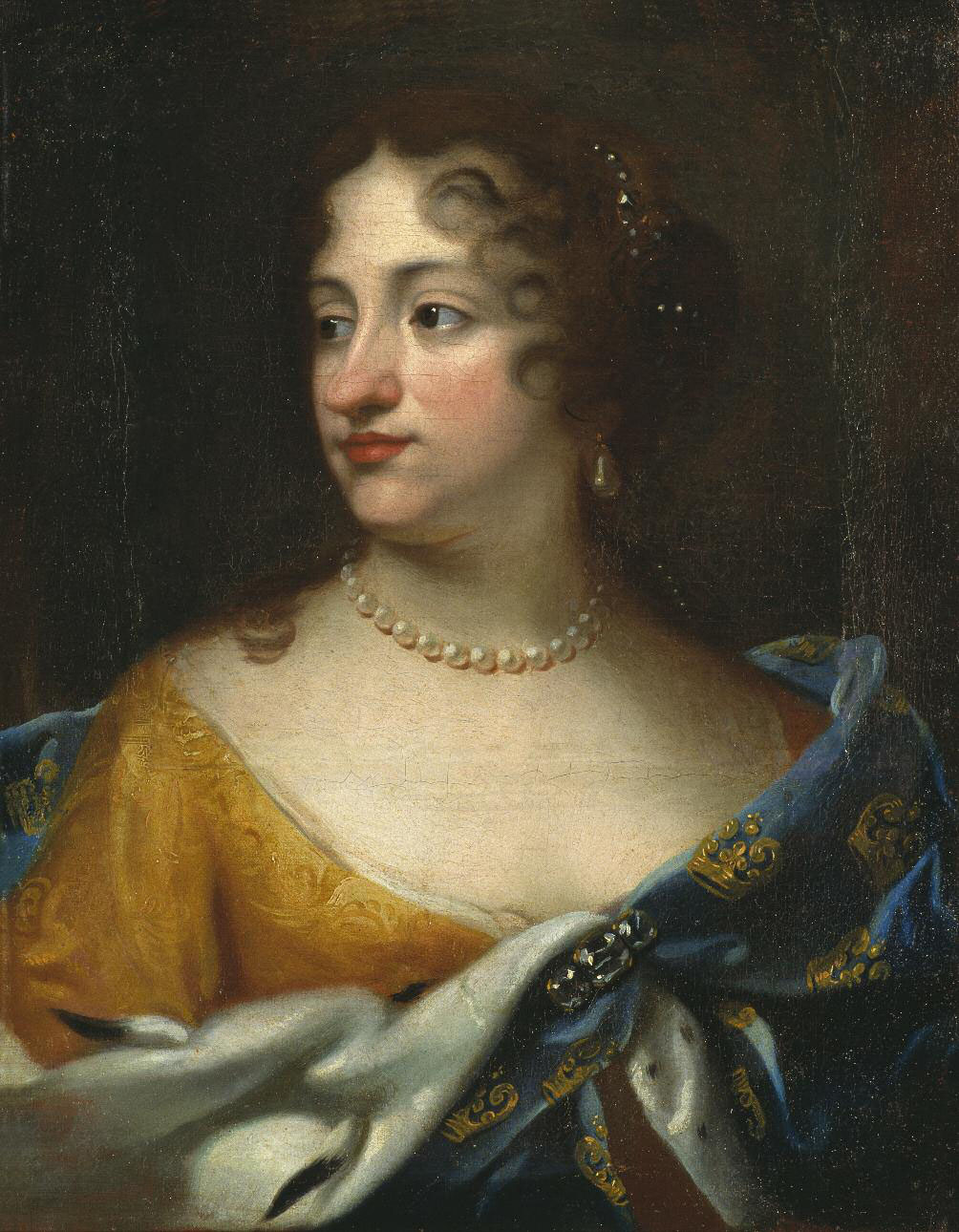
Ulrika Eleonora a Danemarcei, tablou de d'Agar, aproximativ 1690

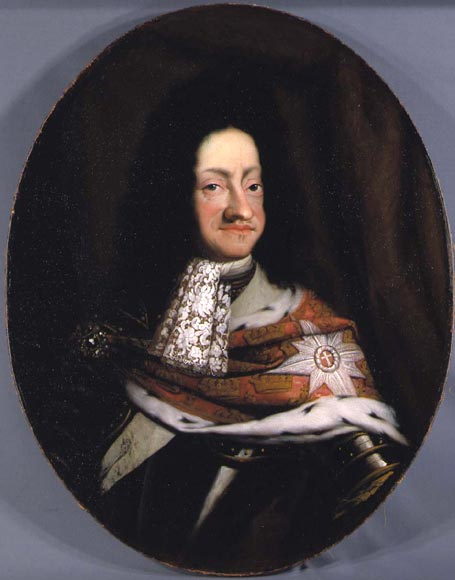
Christian al V-lea al Danemarcei, tablou de d'Agar

Jacques d'Agar (n. 9 martie 1640, Paris, Regatul Franței – d. 16 noiembrie 1715, Copenhaga, Danemarca) a fost un pictor portretist francez născut la Paris. A fost elev al lui Jacob Ferdinand Voet. Și-a început cariera de pictor istoric, dar a abandonat curând istoria pentru portret, ramură de artă în care a cunoscut un mai mare succes.
În 1675 a fost admis în Academie, devenind și pictorul obișnuit al regelui și a curții sale. La revocarea edictului de la Nantes, Agar, ca protestant, a fost îndepărtat din Academie. În consecință, a părăsit Franța în 1682, pentru a nu se mai întoarce niciodată. 
A fost invitat la curtea Danemarcei și a fost foarte protejat de regele Christian al V-lea. Autoportretul său se află în Galleria degli Uffizi din Florența, fiind pictat pentru Cosimo III de 'Medici în 1693, la cererea regelui Christian. Walpole ne spune că a vizitat Anglia, unde a locuit pentru o perioadă și a cunoscut succesul. A pictat portretele mai multor membri ai nobilimii britanice din timpul domniei reginei Anne, inclusiv al ducesei de Montagu, al conteselor Rochfort și Sunderland, Thomas Earl of Strafford și alții. Un portret al lui Carol al II-lea al Angliei, realizat de el, se spune că s-a aflat anterior în Galeria de la Christiansburg.
A murit în 1716 la Copenhaga. Fiul său, Charles d'Agar, a devenit și el pictor portretist.